# João Chissano
João Chissano (ur. 26 lipca 1970 w Maputo) – mozambicki piłkarz grający na pozycji obrońcy. Trener piłkarski.

## Kariera klubowa
W swojej karierze piłkarskiej Chissano grał w klubach Ferroviário Maputo (1985-1987), CD Costa do Sol (1988-2000) i Bidvest Wits FC (2000-2001).

## Kariera reprezentacyjna
W reprezentacji Mozambiku Chissano zadebiutował w 1992 roku. W 1996 roku został powołany do kadry na Puchar Narodów Afryki 1996. Wystąpił na nim w dwóch meczach: z Wybrzeżem Kości Słoniowej (0:1) i z Ghaną (0:2).
W 1998 roku Chissano był w kadrze Mozambiku na Puchar Narodów Afryki 1998. Na nim był rezerwowym i nie rozegrał żadnego spotkania. W kadrze narodowej grał do 1998 roku. Rozegrał w niej 23 mecze.